# Круглик (памятник природы)
«Круглик» (укр. Круглик) — ботанический памятник природы общегосударственного значения, расположенный на территории Тетиевского района (Киевская область, Украина). 
Площадь — 14 га.

## История
Статус памятника природы был присвоен согласно Указу Президента Украины от 20 августа 1996 года №715.

## Описание
Природоохранный объект создан с целью охраны ценных природных комплексов лесостепи. Памятник природы расположен на территории коллективного с/х предприятия Тетиевское — на правом берегу долины реки Роська на участке между рекой Роська, дорогой Р17, селом Тележинцы и городом Тетиев.
Ближайший населённый пункт — Тележинцы; город — Тетиев.

## Природа
Памятник природы является эталонным участком хорошо сохранённых и флористично богатых лиственных лесов. На территории природоохранного объекта растут виды, занесённые в Красную книгу Украиныː скополия корниолийская, прострел луговой (сон чернеющий) и подснежник белоснежный.